# Hilde Bruch
Hilde Bruch (Dülken, 11 marzo 1904 – Houston, 15 dicembre 1984) è stata una psichiatra statunitense di origine tedesca, nota soprattutto per i suoi studi sull'obesità e sui disordini alimentari.
Emigrata negli Stati Uniti nel 1934, nel 1964 divenne docente di psichiatria al Naylor College of Medicine di Houston.
La sua prima importante pubblicazione è del 1973: Eating Disorders: Obesity, Anorexia Nervosa, and the Person Within, tradotto in italiano come Patologia del comportamento alimentare: obesità, anoressia mentale e personalità, basato su diversi decenni di osservazione e cura di soggetti affetti da disordini alimentari.

## Pubblicazioni in italiano
- Non aver paura di tuo figlio, traduzione di Amina Pandolfi, Milano, Ferro, 1971
- Patologia del comportamento alimentare: obesità, anoressia mentale e personalità, traduzione di Lotte Dann Treves, Milano, Feltrinelli, 1977
- Apprendere la psicoterapia, traduzione di Marina Crespo, Torino, Boringhieri, 1979
- La gabbia d'oro: L'enigma dell'anoressia mentale, traduzione di Lotte Dann Treves, Milano, Feltrinelli, 1983
- Anoressia. Casi clinici, Milano, Cortina, 1988